# Artamus insignis
El artamo dorsiblanco  (Artamus insignis) es una especie de ave en la familia Artamidae.

## Distribución y hábitat
Es endémica de Papúa Nueva Guinea. Su hábitat natural son los bosques bajos húmedos subtropicales o tropicales.